# Поджи, Паоло
Паоло Поджи (итал. Paolo Poggi; родился 16 февраля 1971 года, Венеция, Италия) — итальянский футболист, выступающий на позиции полузащитника, координатор международных проектов итальянского клуба «Венеция».

## Карьера
Паоло — воспитанник клуба «Венеция». В 1989 году он стал игроком первой команды, играя в Серии C1 и B. Следующим клубом игрока стал «Торино», с которым он выиграл кубок Италии, единственный турнир в своей карьере. По прошествии двух лет Паоло отправился в «Удинезе». В клубе из Удине Паоло стал настоящей звездой. Он забил, играя в ней более 50 голов и сыграл около 300 матчей. Тем не менее, в 2000 году он покинул «Удинезе» и ушёл к одному из лидеров итальянского футбола — «Роме» Фабио Капелло. Паоло не сумел составить конкуренцию звёздному составу «римлян» и ушёл в аренду в «Бари».